# Mall of America
Mall of America, zwane także MOA i the Megamall, jest centrum handlowym mieszczącym się w Bloomington w Minnesocie. Leży na południowy wschód od skrzyżowania Drogi Międzystanowej 494 i Autostrady Międzystanowej Minnesota 77, na północ od rzeki Minnesota. Otwarte w 1992 roku centrum odwiedza 40 milionów gości rocznie. Triple Five Group, należąca do kanadyjskiej rodziny Ghermezian, jest właścicielem i zarządza Mall of America, jak również West Mall Edmonton.
W Stanach Zjednoczonych jest czwartym co do wielkości centrum handlowym i największym po Mall Eastwood pod względem całkowitej powierzchni zamkniętej.

## Slogany
- Where Something Special Happens Every Day (1992)
- The Ultimate One-Stop Shop (1993)
- Your Life. Your Style. Your Place. (1994)
- America's Shining Bright on You! (1995)
- America, You're the One! (1996)
- The Spirit of America (1997)
- Be There or Be Square! (1998)
- America's Lovin' It! (1999)
- Mall of America 2000: Celebrate the New Millenium! (2000)
- The Mall That Remembers America (2001; użyte po ataku terrorystycznym 11 września 2001)
- Where You're Looking Good! (2002)
- Red, White and You (2003)
- More Ways to Be You (2007) (nadal używane na kartach podarunkowych centrum)
- The New Home of Nickelodeon Universe (2008; używane do świętowania otwarcia Nickelodeon Universe)
- The Place for Fun (2009)
- More Stores. More Value. (2010)
- America Loves MOA (2010–dziś)
- 20 Years of Fun (2012)
- Always new (2014)